# Рейнтам, Микк
Микк Рейнтам (эст. Mikk Reintam; 22 мая 1990, Таллин, Эстонская ССР, СССР) — эстонский футболист, защитник чешского клуба «Фотбал Тршинец». Выступал за национальную сборную Эстонии.

## Карьера

### Клубная
Микк Рейнтам является воспитанником таллинской «Флоры».
На взрослом уровне дебютировал в 2007 году за клуб «Валга Уорриор». В 2009 году вернулся во «Флору», за которую провёл 22 матча, забил три мяча и выиграл Кубок и Суперкубок Эстонии.
В 2010 и 2011 годах играл за клуб «Вильянди», после чего перешёл в чемпионат Финляндии, где три года выступал за клуб «Йювяскюля». После вылета команды из высшего дивизиона, на правах свободного агента вернулся в чемпионат Эстонии, в клуб «Нымме Калью».
Затем выступал за чешский «Фридек-Мистек» и шотландский «Аллоа Атлетик». С 2016 года играет во втором дивизионе Чехии за «Фотбал Тршинец».

### Сборная
Рейнтам вызывался в молодёжные сборные до 19 лет и до 21 года.
За национальную сборную дебютировал в неофициальном матче против Страны Басков 25 мая 2011 года, проведя на поле 78 минут.
Первую официальную встречу Рейнтам провёл 16 июня 2011 года, когда сборная Эстонии уступила сборной Чили со счётом 0:4. В своём втором матче за сборную, 23 июня 2011 года против сборной Уругвая, защитник отметился автоголом, а эстонцы уступили 0:3.
Принял участие в четырёх матчах сборной в отборочном цикле к чемпионату мира 2014 в Бразилии.
За сборную Рейнтам провёл 12 матчей, голов не забивал. Последний на данный момент матч сыграл в 2018 году.

## Достижения
- Обладатель Кубка Эстонии: 2008/09
- Обладатель Суперкубка Эстонии: 2009

## Статистика выступлений
| Клуб             | Сезон            | Клуб      | Клуб      | Клуб  | Клуб  | Клуб      | Клуб      | Клуб   | Клуб   | Сборная | Сборная | Итого | Итого |
| Клуб             | Сезон            | Чемпионат | Чемпионат | Кубок | Кубок | Еврокубки | Еврокубки | Прочее | Прочее | Сборная | Сборная | Итого | Итого |
| Клуб             | Сезон            | Игры      | Голы      | Игры  | Голы  | Игры      | Голы      | Игры   | Голы   | Игры    | Голы    | Игры  | Голы  |
| ---------------- | ---------------- | --------- | --------- | ----- | ----- | --------- | --------- | ------ | ------ | ------- | ------- | ----- | ----- |
| Валга Уорриор    | 2007             | 18        | 0         | 0     | 0     | —         | —         | —      | —      | 0       | 0       | 18    | 0     |
| Валга Уорриор    | 2008             | 30        | 1         | 0     | 0     | —         | —         | —      | —      | 0       | 0       | 30    | 1     |
| Валга Уорриор    | Итого            | 48        | 1         | 0     | 0     | —         | —         | —      | —      | 0       | 0       | 48    | 1     |
| Флора            | 2009             | 21        | 2         | 0     | 0     | 0         | 0         | 1      | 1      | 0       | 0       | 22    | 3     |
| Флора II         | 2009             | 8         | 0         | 0     | 0     | —         | —         | —      | —      | 0       | 0       | 8     | 0     |
| Вильянди         | 2010             | 14        | 2         | 2     | 0     | —         | —         | —      | —      | 0       | 0       | 16    | 2     |
| Флора II         | 2010             | 19        | 1         | 0     | 0     | —         | —         | —      | —      | 0       | 0       | 19    | 1     |
| Йювяскюля        | 2011             | 25        | 2         | 1     | 0     | —         | —         | —      | —      | 2       | 0       | 28    | 2     |
| Йювяскюля        | 2012             | 17        | 0         | 2     | 1     | 4         | 0         | —      | —      | 0       | 0       | 23    | 1     |
| Йювяскюля        | 2013             | 32        | 0         | 11    | 0     | —         | —         | —      | —      | 8       | 0       | 51    | 0     |
| Йювяскюля        | Итого            | 74        | 2         | 14    | 1     | 4         | 0         | —      | —      | 10      | 0       | 102   | 3     |
| Нымме Калью      | 2014             | 18        | 2         | 0     | 0     | 2         | 0         | —      | —      | 0       | 0       | 20    | 2     |
| Всего за карьеру | Всего за карьеру | 175       | 9         | 16    | 1     | 6         | 0         | 1      | 1      | 10      | 0       | 208   | 11    |

(откорректировано по состоянию на 28 июля 2014 года)